# Mesophadnus fukiensis
Mesophadnus fukiensis là một loài tò vò trong họ Ichneumonidae.